# Baruwa (Sindhupalchok)
Baruwa (Nepali बरुवा) ist ein Dorf und ein Village Development Committee (VDC) in Nepal im Distrikt Sindhupalchok.
Das VDC Baruwa liegt im Himalaya im Norden von Sindhupalchok. Das Gebiet erstreckt sich westlich des Oberlaufs des Indratwati. Im Westen grenzt Baruwa an das VDC Helambu, im Osten an das VDC Motang. Ein großer Teil des Gebiets liegt innerhalb des Langtang-Nationalparks.

## Einwohner
Bei der Volkszählung 2011 hatte das VDC Baruwa 1831 Einwohner (davon 932 männlich) in 487 Haushalten.

## Dörfer und Weiler
Baruwa besteht aus mehreren Dörfern und Weilern. 
Die wichtigsten sind:
- Baruwa (1640 m ⊙)